# Havezate Brecklenkamp

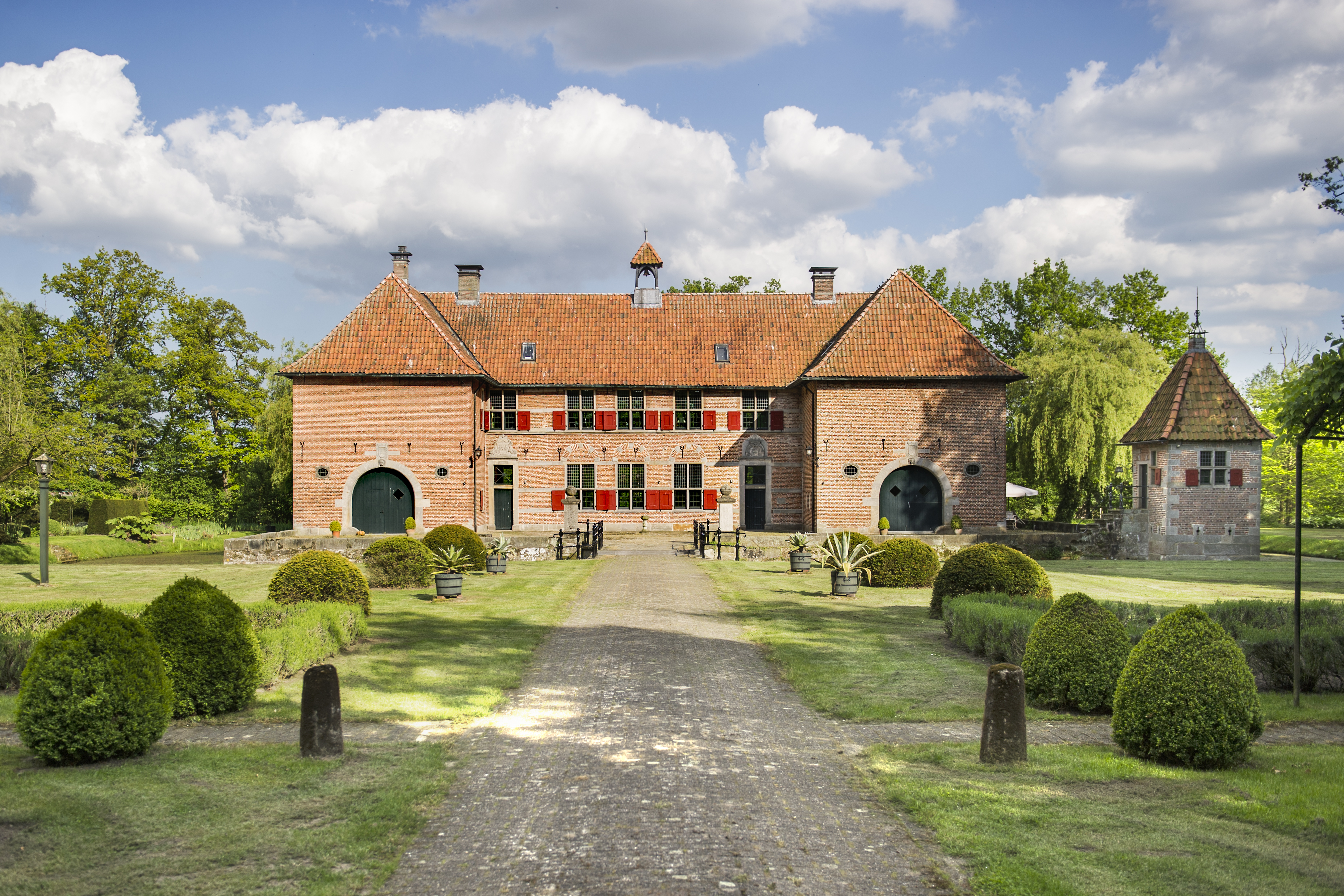
Huis te Breckelenkamp, 2013

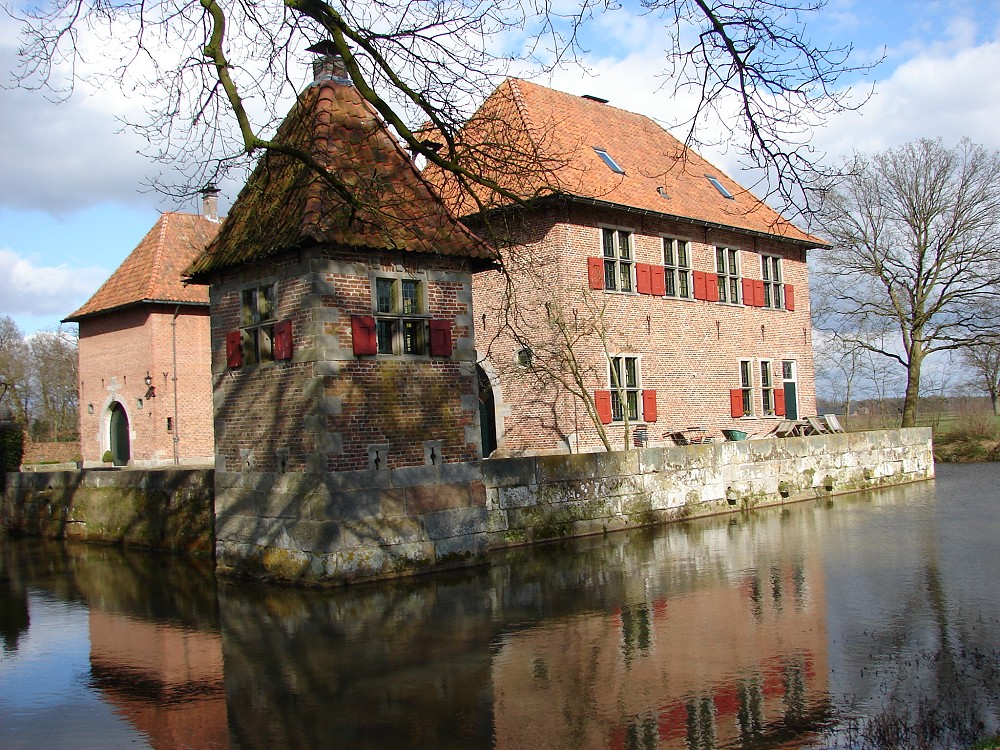
Het Huis te Breckelenkamp in 2006

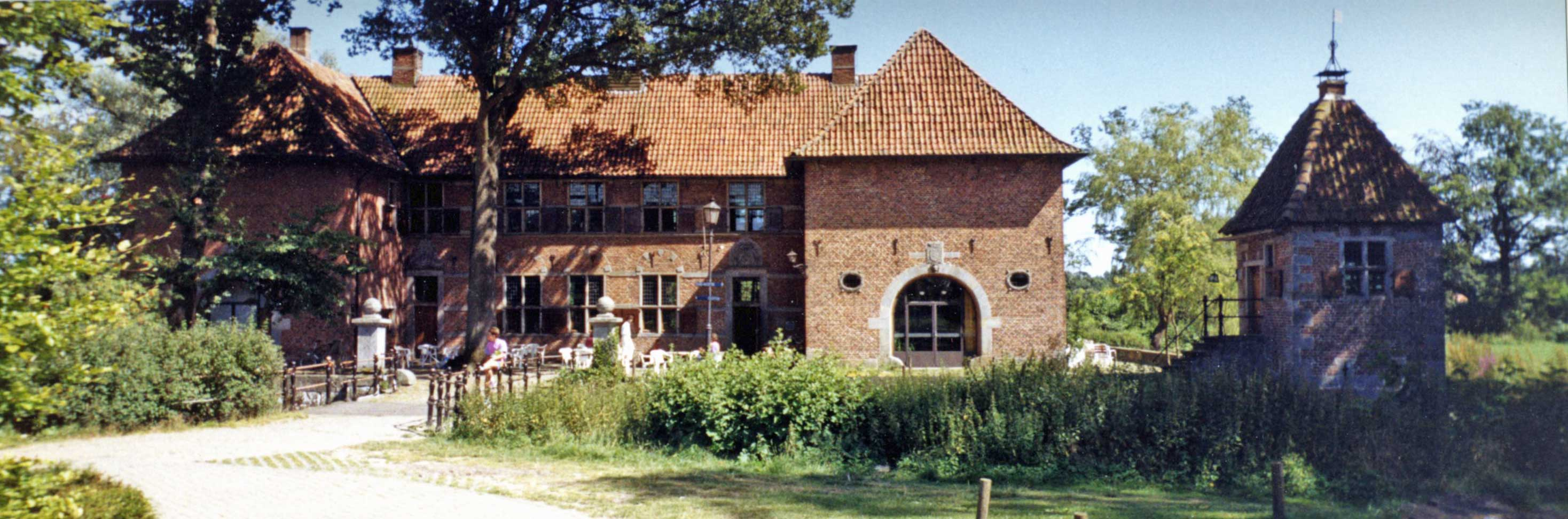
De Breckelenkamp in 1990

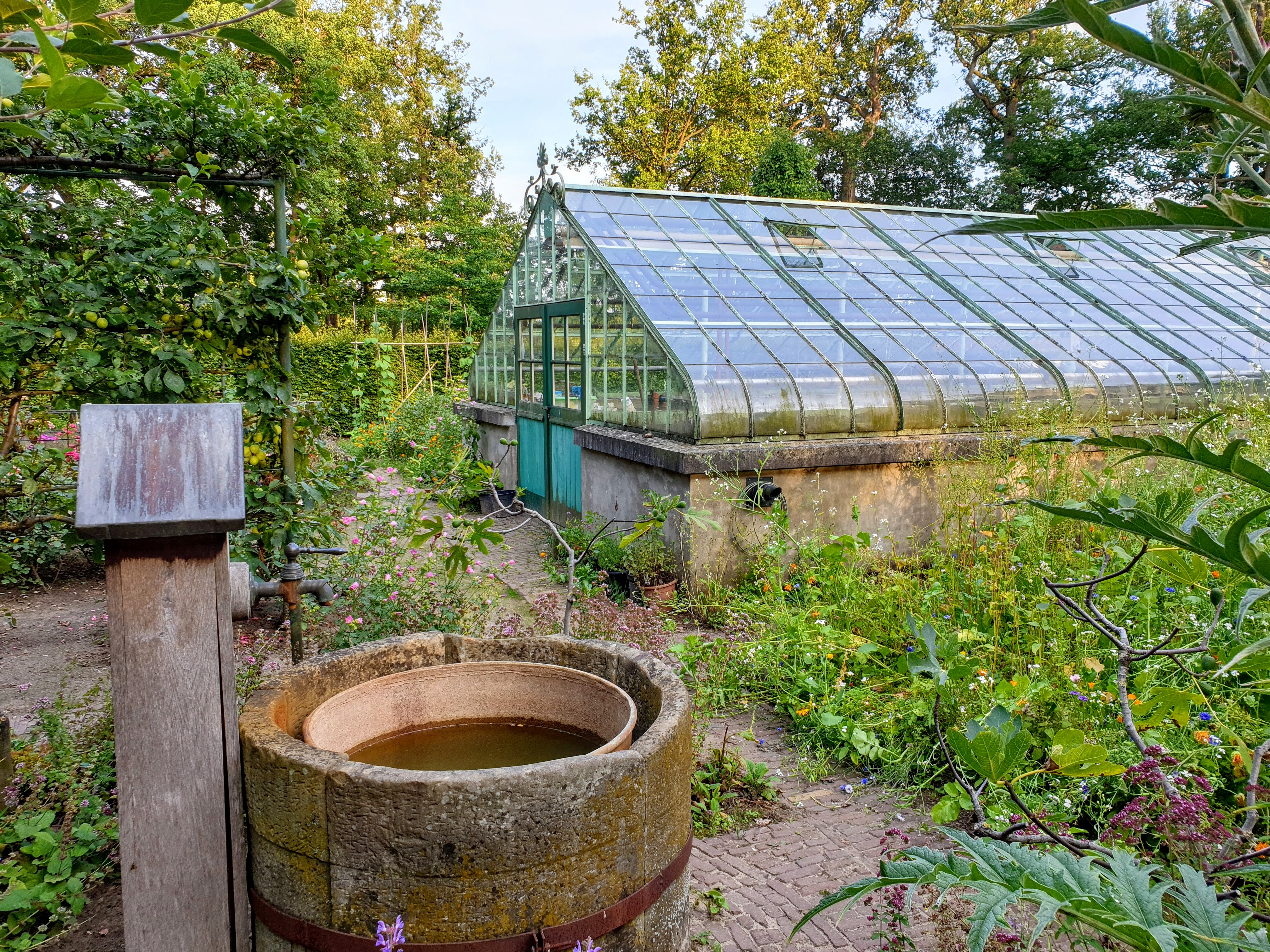
Kas Lauricisque in de moestuin van Huis te Breckelenkamp, 2019

Huis te Brecklenkamp is een havezate in de gemeente Dinkelland. Het is gelegen aan de Jonkershoesweg in de buurtschap Breklenkamp, ten noorden van Denekamp.

## Geschiedenis
In 1564 werd het Moerbeckenhuss gebouwd op de plek waar daarvoor het Tijhuis stond. Het was de havezate van de familie Moerbecke die al vanaf 1410 in Ootmarsum en Oldenzaal woonde. In 1633-1637 is het huidige huis gebouwd door Everhard Bentinck en Euphemia van der Marck en in 1653 of 1658 werd het vergroot door Gerard Adolph Bentinck, die bij de inval van de bisschop van Munster in 1672 door hem tot stadhouder van Overijssel en drost van Vollenhove werd benoemd. In de 19e eeuw was de Laagse burgemeester Johan Zegers eigenaar, zijn dochter Heloise woonde jaren alleen op het huis en staat bekend als de geest van de Breckelenkamp. In de jaren 1941-1946 is de oude havezate geheel gerestaureerd door Arnold van Heek en zijn vrouw, die het ter beschikking stelden aan de toenmalige Nederlandse Jeugdherberg Centrale. Vele jaren fungeerde het huis vervolgens als jeugdherberg met de naam Jonkershoes. Toen die noodgedwongen werd gesloten werd de havezate eigendom van de familie Wanrooij, die van 1991 tot 1996 het vervallen gebouw restaureerde en de tuinen en het park zo veel mogelijk in de 19e-eeuwse toestand terugbracht.

## Glas-in-lood ramen
De zeventiende eeuw mag dan een periode met een gouden randje zijn, het tijdperk was ook vol oorlog en geweld. Zo namen de machtige Zweden in 1637 Bentheim onder vuur en werd hetzelfde jaar nog Nordhorn platgebrand. Oldenzaal kreeg in de Tachtigjarige Oorlog zeven belegeringen voor de kiezen.
In de nacht van 8 op 9 oktober 1636 besloten de abdis en de stiftjuffers van het klooster in Wietmarschen de wijk te nemen naar de veilig geachte havezate Brecklenkamp. De vlucht van een kilometer of vijftien westwaarts betekende een tocht door drassig land. In de uithoek van het gebied waarop de Staatsen aanspraak maakten, gold Brecklenkamp als een kleinood van allure. Nauwelijks op adem gekomen, drongen berichten door over plunderingen in Wietmarschen. Op het nippertje waren de kloosterlingen de dans ontsprongen. Als dank schonken de juffers twee jaar later, in 1638, aan hun redder in nood Everhard Bentinck wat zij noemden glazen, aan te brengen in Huis Brecklenkamp. Afgebeeld zijn de wapens van de adellijke geslachten waaruit de juffers stammen, zoals Van Middachten en Van Twickelo. 
Ergens tussen 1877 en 1882 worden de gebrandschilderde ramen verwijderd. De glorietijd van Brecklenkamp is voorbij. Het geschenk van de juffers komt voor 355 gulden in handen van de rentmeester van Twickel.
In 2017 worden de gebrandschilderde ramen ontdekt bij een bezoek op zolder van kasteel Twickel. Na restauratie zijn de de ramen zo veel mogelijk in hun oude gedaante weer terug gebracht. De ontbrekende delen worden niet simpel weggelaten maar vanuit de bekende compositie aangevuld.

## Park en tuinen
Het landgoed heeft een omvang van ongeveer 15,5 hectare, met als centraal punt het Huis te Breckelenkamp, een rijksmonument en historische buitenplaats. In het Monumentenregister van de Rijksdienst voor het Cultureel Erfgoed worden onder meer de bomenlanen en het grachtenstelsel beschreven met de toevoeging: “[…] de aanleg van de Brecklenkamp is een eenvoudig, zeldzaam en gaaf bewaard voorbeeld van een Hollands-classicistische aanleg waarbij geometrie en perspectiefwerking de uitgangspunten voor het ontwerp vormden.” Deze unieke bomenlanenstructuur met het diabolovormige grachtenstelsel werd al in de eerste helft van de 17e eeuw door de familie Bentinck tot Breckelenkamp aangelegd en is in de loop van de eeuwen nooit gewijzigd. De monumentale bomenlanen zijn het dragende element van de eeuwenoude verankering van het Huis in het landschap. De tuinen, het park en de boomgaarden zijn binnen het raamwerk van grachten en bomenlanen aangelegd.

#### Siertuinen en moestuin
In de rechthoek ten noorden van het Huis bevinden zich de siertuinen rond een centraal lopende beukenberceau, die ligt op de lijn die loopt van het midden van de noordgevel van het Huis naar het midden van de voorgevel van de oranjerie. Naast de ingang van de berceau ligt de iristuin die elk voorjaar haar bijzondere kleurenpracht laat zien. Vanaf het Huis gerekend rechts van de berceau ligt de geurtuin met rechthoekige perken rond een centraal prieel. Deze tuin ligt iets verlaagd en door de dubbele hagen eromheen heerst er een microklimaat. Achter de geurtuin ligt de kruidentuin, met bakken van bepleisterde oude baksteen die in hoogte naar de fontein in het midden aflopen. De vijvertuin, de klein-fruittuin en de snijbloementuin bevinden zich ook in deze noordelijke rechthoek.
In de rechthoek ten zuiden van het Huis staan tientallen bijzondere bomen, waaronder verschillende soorten liquidambar, larix, moerascipres, moeraseik en metasequoia. Daarachter bevindt zich de moestuin met de kleine schuur en de kas Lauricisque uit 1903 met zijn unieke oorspronkelijke inventaris. 

#### Oranjerie

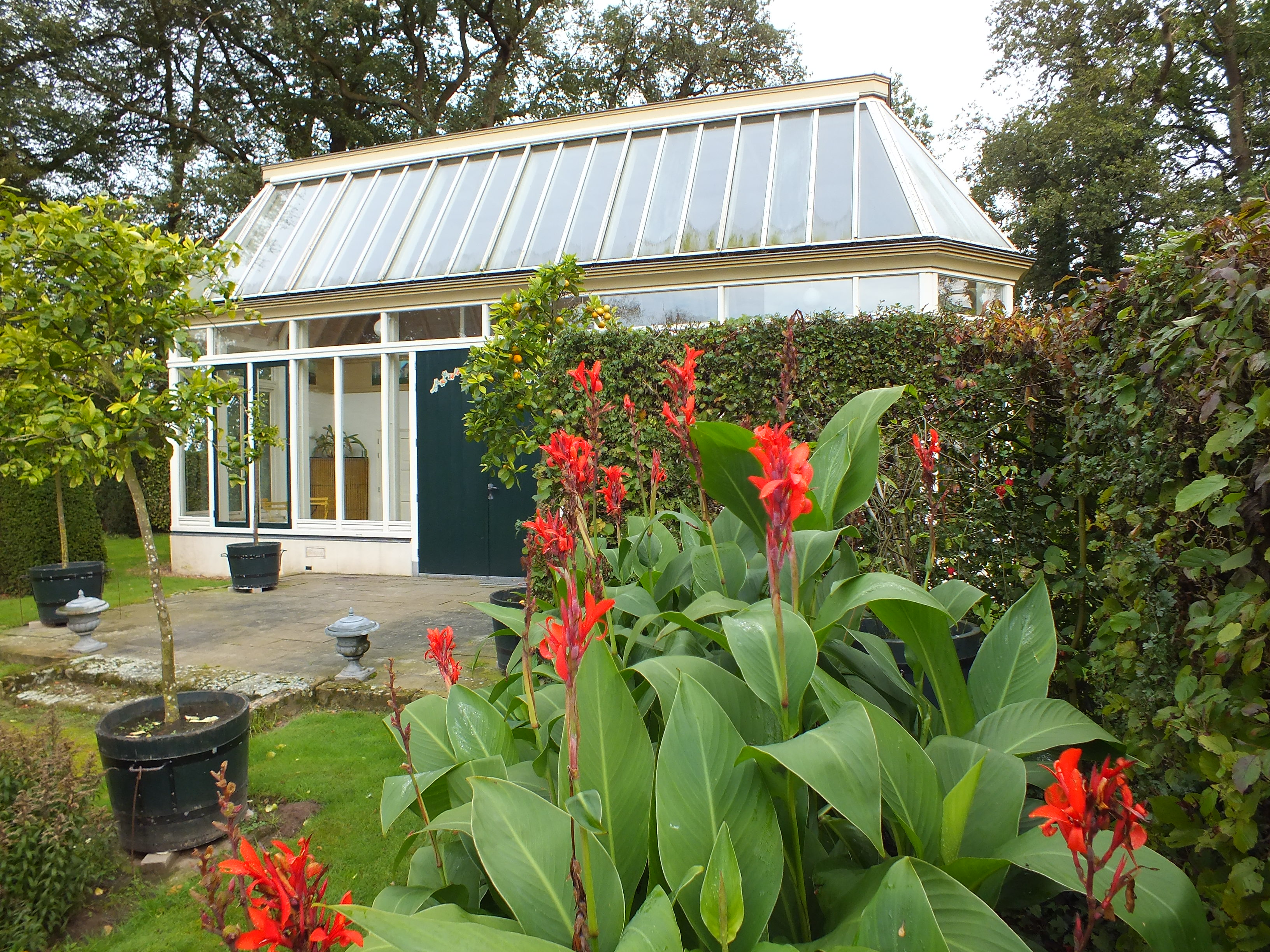
Oranjerie Huis te Breckelenkamp, 2011

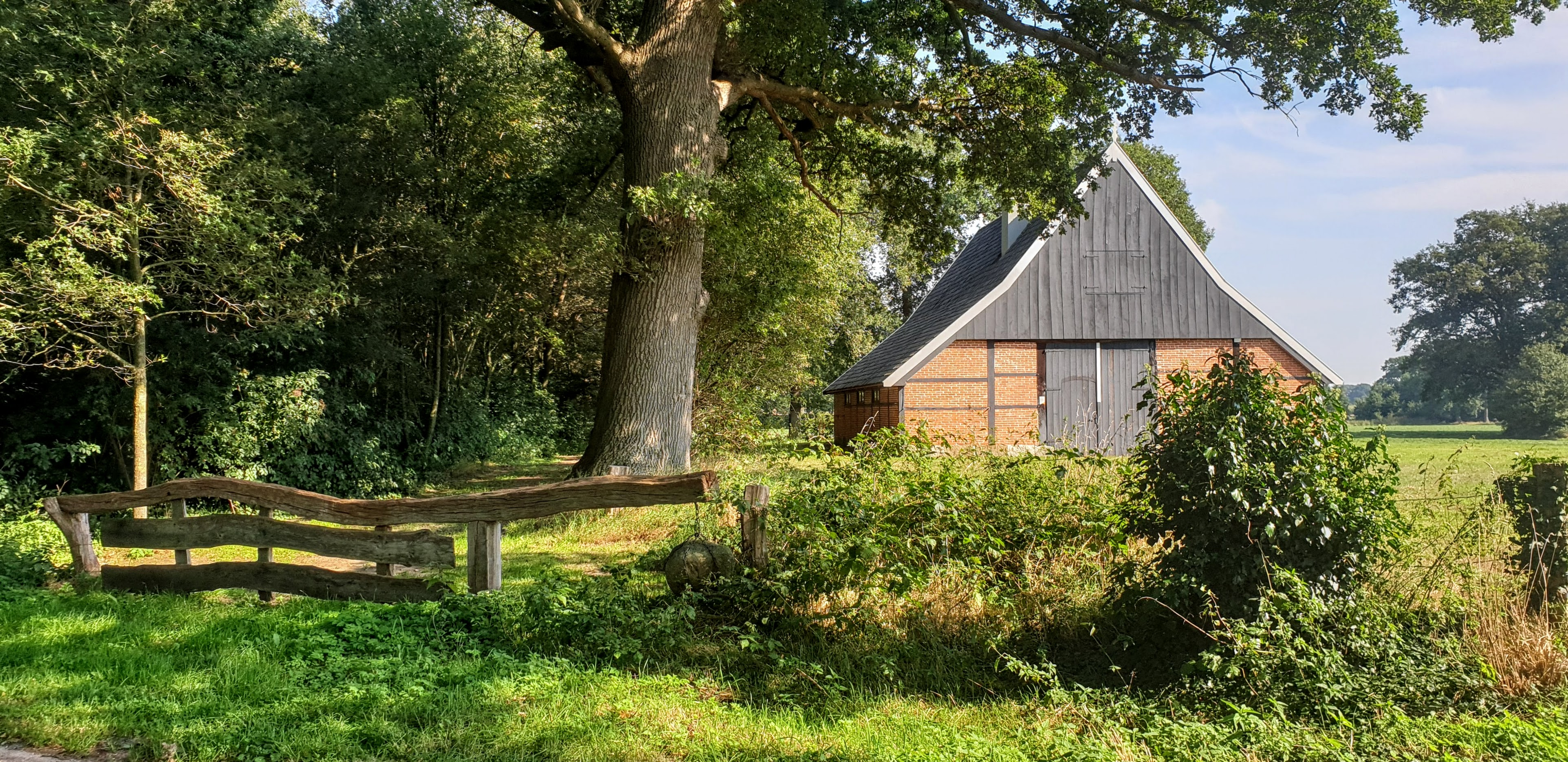
Vakwerkschuur landgoed Huis te Breckelenkamp, 2020

Bij het bouwen van de oranjerie zijn zeventiende-eeuwse technieken toegepast.Het gebouw staat recht op de naar het noorden doorgetrokken as van het Huis en is even lang als het Huis breed is. De beschildering van de fries, zowel binnen als buiten, verwijst naar de invloed van de seizoenen en naar de begeerlijkheid van het bezit van de gouden appels. De antieke oppottafel is een geschenk van het Westlands museum voor streek- en tuinbouwhistorie te Honselersdijk.

#### Boomgaard
In de boomgaard, omsloten door een meidoornhaag, staan achttien hoogstamfruitbomen. De boomgaard is aangelegd volgens de richtlijnen van Johann Hermann Knoop: de bomen zijn geplant 'in het Verband of Vijfsteek (Quincunce)' met een onderbeplanting van onder meer verschillende soorten frambozen. De noordwestelijke toegang wordt gevormd door een leiperenboog.

#### Vakwerkschuur
Aan het begin van de eeuwenoude bomenlaan ten zuiden van de havezate, ligt de grote vakwerkschuur. De schuur is een rijksmonument, een van de meerdere objecten  met die bijzondere status op het terrein van het Huis te Breckelenkamp. Het gebouw heeft een voor Oost Twente karakteristieke vormgeving, bestaande uit een vakwerkconstructie en ankerbalk-gebintstellen uit het midden van de 18e eeuw. De hergebruikte delen van het gebint zijn nog een stuk ouder dan het bouwwerk zelf. De schuur is van bijzonder belang wegens de bewaard gebleven ankerbalkconstructie met slietenzolder en de gedeeltelijk 19e-eeuwse baksteenvullingen. In de voor- en achtergevel  bevinden zich hoge opgeklampte dubbele deuren, elk met een niendeur.

## Ballonfiesta Brecklenkamp
Tussen 1985 en 1990 werd op havezate Brecklenkamp ieder jaar Ballonfiesta Brecklenkamp gehouden. Door de grote opkomst van het publiek verhuisde het evenement naar het grotere Hulsbeek in Oldenzaal, alwaar het de naam Twente Ballooning kreeg.
Het huis is sinds 1991 particulier eigendom en wordt bewoond, het is derhalve niet meer voor bezichtiging geopend. Wel zijn er incidenteel open dagen en worden er enkele keren per jaar klassieke concerten in de havezate gehouden.